# Cédric Carrasso
Cédric Carrasso (Aviñón, Francia, 30 de diciembre de 1981) es un exfutbolista francés que jugaba de portero. Su hermano Johann Carrasso también es futbolista.
Tras retirarse al término de la temporada 2017-18, en diciembre de 2018 se unió al equipo de comentaristas de Eurosport Francia.

## Selección nacional

### Participaciones en Copas del Mundo
| Mundial                        | Sede      | Resultado    |
| ------------------------------ | --------- | ------------ |
| Copa Mundial de Fútbol de 2010 | Sudáfrica | Primera fase |

## Clubes
| Club                          | País       | Año       |
| ----------------------------- | ---------- | --------- |
| Olympique de Marsella         | Francia    | 2001-2008 |
| Crystal Palace F. C. (cedido) | Inglaterra | 2002      |
| E. A. Guingamp                | Francia    | 2004-2005 |
| Toulouse F. C.                | Francia    | 2008-2009 |
| F. C. Girondins de Burdeos    | Francia    | 2009-2017 |
| Galatasaray S. K.             | Turquía    | 2017-2018 |

## Palmarés

### Campeonatos nacionales
| Título               | Club                 | País    | Año  |
| -------------------- | -------------------- | ------- | ---- |
| Supercopa de Francia | Girondins de Burdeos | Francia | 2009 |
| Copa de Francia      | Girondins de Burdeos | Francia | 2013 |
| Superliga de Turquía | Galatasaray          | Turquía | 2018 |